# تماكوت (بني عمر)
تماكوت هو دُوَّار يقع بجماعة فيفي، إقليم شفشاون، جهة طنجة تطوان الحسيمة في المملكة المغربية. ينتمي الدوّار لمشيخة بني عمر التي تضم 9 دواوير. يقدر عدد سكانه بـ 401 نسمة حسب الإحصاء الرسمي للسكان والسكنى لسنة 2004.

## روابط خارجية
- البوابة الوطنية للجماعات الترابية نسخة محفوظة 12 مارس 2018 على موقع واي باك مشين.
- المندوبية السامية للتخطيط